# Canhoto
Américo Jacomino (São Paulo 12 février 1889 — 7 septembre 1928) fut un guitariste brésilien, connu sous le nom de Canhoto, du fait qu'il jouait les cordes avec la main gauche, sans inverser l'accordage de l'instrument. Canhoto fut responsable de « l’ennoblissement » de cet instrument au Brésil. La guitare était, jusqu'à son époque, considérée comme un instrument de moindre importance, et l'on disait même que seuls les marginaux en jouaient.
Ce qui le rendit le plus célèbre fut sans doute son vibrato. Quand il exécutait le vibrato, non seulement la main vibrait, mais son corps tout entier.